# ۷۱۱ (قمری)
۷۱۱ (قمری)، هفتصد و یازدهمین سال در گاهشماری هجری قمری است. اول محرم این سال برابر با بیست و هشتم مه سال ۱۳۱۱ میلادی است.

## وابسته
- ابن منظور